# Маринчо Бенли
Маринчо Бенли е български общественик.
Роден е през 1809 година в Шумен в семейството на търговеца Танас Бенли. Обучава се при бегликчии в Шумен и Цариград, където за кратко е и аптекар.
През 1830 година се установява във Влашко и през следващите години развива успешна дейност като търговец и арендатор на чифлици.
Той е сред активните участници в Добродетелната дружина, прави дарения и книжнина на училища и подпомага финансово множество ученици, които изпраща да учат в Чехия, Румъния и Русия, сред които и племенника му Панайот Волов. През 1849 г. дарява 1000 гроша лично за учителя в ченгелското училище Рашко Блъсков, а през 1864 г., пак за него – 100 рубли за издаването на книгата „Въведение във всеобщата история“. Според сведения на Стилиян Чилингиров и Илия Блъсков, Бенли поддържа от 1866 г. до 1869 г. същото училище, в което се обучават за учители по селата и възрастни ученици.  Признава се и че е подпомагал издаването на учебници и речници.
Маринчо Бенли умира на 1 октомври 1875 година в Букурещ.

## Памет
На Маринчо Бенли е наречена улица в квартал „Манастирски ливади“ в София (Карта).